# TV della Libertà
La TV della Libertà è stata uno degli organi di comunicazione del Circolo della libertà, nata l'11 giugno 2007. L'emittente ad accesso gratuito ha trasmesso tutti i giorni sul canale 818 di Sky ed è stata ritrasmessa da emittenti locali diffuse sul territorio italiano. Il canale ha cessato le trasmissioni il 31 luglio 2008, essendo stato chiuso per problemi di budget per il mantenimento del personale e del circuito di trasmissione sulle reti locali, secondo quanto dichiarato dal direttore Giorgio Medail.
Il palinsesto della TV della Libertà prevedeva un unico contenitore di informazione, della durata di 4 ore (dalle 14.00 alle 18.00) dal lunedì al venerdì. Nella restante fascia oraria andava in replica la puntata del giorno, mentre il sabato e la domenica andava in onda un rullo che comprendeva tutte le puntate della settimana.
Il canale satellitare "La Tv della Libertà" è stato sostituito dalla tv locale "Telereporter" nella ritrasmissione satellitare su Hotbird.
Dal 23 dicembre 2008 i programmi della TV della Libertà sono ripresi ospitati dal canale satellitare 920 della piattaforma Sky. 
Questi alcuni dei programmi trasmessi:
- auguri di Natale dei parlamentari del PdL
- conferenza stampa di fine anno del premier
- varie versioni del videoclip della canzone "Meno male che Silvio c'è"
- immagini della manifestazione di Piazza San Giovanni del 2 dicembre 2006
- alcuni interventi di Silvio Berlusconi in Abruzzo
- il discorso davanti al Congresso degli Stati Uniti d'America

## Emittenti affiliate
- 909 Sky
- Quarta Rete (Piemonte)
- Telegenova (Liguria)
- Milano + (Lombardia)
- Più Blu Lombardia (Lombardia)
- Odeon TV
- TVA Vicenza (Veneto)
- Teleregione (Veneto)
- Telecentro Odeon (Emilia-Romagna)
- Rete 8 VGA (Emilia-Romagna)
- TVR Teleitalia (Toscana)
- TVRS (Marche)
- RTE24H (Umbria)
- Super 3 (Lazio)
- Supernova Tv (Lazio)
- Telemax (Abruzzo)
- Telemolise due (Molise)
- Canale 34 Telenapoli (Campania)
- TBM (Puglia)
- Video Calabria (Calabria)
- Blu Tv (Sicilia)
- TRM Tele Radio del Mediterraneo (Sicilia)
- Tele Costa Smeralda (Sardegna)

Dal 2008 la Tv della Libertà ha continuato la sua programmazione quotidiana di quattro ore con la messa in onda di blocchi relativi ai contenuti degli eventi di Silvio Berlusconi. La produzione e la messa onda sono stati curati dalla società 2 B TEAM GROUP S.r.l del produttore Cristian Casella per conto della Vittoria Media Partners S.r.l. fino al 2009 e successivamente su incarico della medesima società che ha assunto la nuova denominazione in TV della Libertà S.r.l, società controllata interamente dal Movimento Politico Forza Italia. I servizi sono stati sospesi a partire dal 31 ottobre 2012.